# Anna Čadia
Anna Čadia (* 18. Dezember 1903 in Graz; † 13. Mai 2001 ebenda) war eine österreichische Sozialarbeiterin und Widerstandskämpferin während der Zeit des Nationalsozialismus. Ihr Leben war von ihrem Engagement für soziale Gerechtigkeit, den Kampf gegen den Faschismus und den Schutz von politisch Verfolgten geprägt.

## Leben
Čadia war die Tochter eines Müllersgehilfen, Johann Čadia, der 1909 verstarb. Ihre Mutter Anna zog daraufhin die fünf Kinder alleine auf. Čadia musste wie ihre älteren Geschwister früh Verantwortung übernehmen und dabei helfen, die Familie zu ernähren. Sie arbeitete in ihrer Kindheit und Jugend unter anderem auf einem Bauernhof, leistete Hilfsdienste in Fabriken und trug Zeitungen aus. Das ärmliche Leben am Land und die Erfahrungen in Fabriken weckten ihr soziales Bewusstsein und ihre Solidarität mit den Arbeitern.
Da sie gut mit Kindern umgehen konnte, erhielt Čadia ein Stipendium für die Fürsorgerinnen- und Hebammenschule in Graz, die sie 1925 abschloss. Anschließend arbeitete sie als Fürsorgerin in Leoben und engagierte sich besonders für Frauen und Mädchen.
Čadia war von 1926 bis 1933 Mitglied der Sozialdemokratischen Arbeiterpartei, danach schloss sie sich der Kommunistischen Partei an, die zu diesem Zeitpunkt in Österreich verboten war. Sie engagierte sich aktiv im Widerstand gegen den aufkommenden Faschismus und sammelte Geld für politisch Verfolgte und deren Familien. 1934 wurde sie zum ersten Mal verhaftet und verlor ihre Arbeitsstelle als Fürsorgerin. 
Ab 1938 war sie in einer Widerstandsgruppe „Rote Hilfe“ aktiv. Am 20. Mai 1940 wurde Čadia von der Gestapo verhaftet und am 24. Juni 1941 wegen „Vorbereitung zum Hochverrat“ verurteilt. Im Jahr 1942 wurde sie in das Konzentrationslager Ravensbrück deportiert, wo sie weiterhin aktiv im Widerstand tätig war und kranken Mitgefangenen half.
Am 20. April 1945 wurde sie gemeinsam mit tausenden anderen Frauen aus dem Lager als lebende Schutzwand vor der Roten Armee für die deutschen Soldaten in Richtung Osten getrieben. Einer Gruppe von ihnen gelang es zu fliehen und zu Fuß nach Graz zurückzukehren.
Nach dem Krieg arbeitete sie im Kulturamt der Landesregierung Steiermark und leitete später das Grazer Kinderheim. Bis zu ihrer Pensionierung im Jahr 1964 war sie Mitarbeiterin der Zentralfürsorgestelle in Graz.
2023 wurde ein Park in Graz nach ihr benannt.